# Arrebato
(Eusebio Poncela in una scena del film)
Arrebato è un film del 1980 diretto da Iván Zulueta. 
Il film, considerato il più famoso cult movie del cinema spagnolo, è un prodotto della Movida madrileña, sorta al termine della dittatura di Francisco Franco ed è considerato dagli esperti un notevole esempio cinematografico di film d'avanguardia e di psicodramma, nonostante il regista stesso avesse affermato il contrario.
Arrebato presenta elementi tipici del cinema sperimentale, per via di una narrazione complessa, frammentaria e non lineare, che si distacca totalmente dai canoni del cinema spagnolo degli anni 70; sono state elogiate, in aggiunta, la potenza delle musiche, l'ipnotica regia di Zulueta e lo scioccante finale del film.
Al centro della storia del film vi sono due registi: Josè, autore di pellicole horror e Pedro, ossessionato dal filmare ciò che lo circonda, allo scopo di cogliere l'intima essenza delle sue riprese; la sua fissazione lo porterà a fare un'incredibile scoperta che finirà per coinvolgere anche José.
Il titolo del film è traducibile come rapito, estasiato.

## Trama
Madrid: José Sirgado, regista di horror di serie B, è in contrasto con il montatore del suo ultimo film, incentrato sulla vita di una vampira; il pomo della discordia è il finale della pellicola, tanto soddisfacente per il regista quanto deludente e tecnicamente poco valido per il montatore. Al suo ritorno a casa, José trova la sua ex fidanzata nonché attrice Ana, con cui aveva litigato e da cui si era separato, in stato d'incoscienza per un probabile uso di droghe; José, anche lui tossicodipendente, si inietta una dose. Aperto un pacco che aveva appena ricevuto, contenente un nastro, una pellicola super 8 ed una chiave, José decide di ascoltare il nastro: la voce narrante è di Pedro, una sua vecchia conoscenza con cui aveva avuto a che fare in due occasioni, entrambe nella casa di campagna di Pedro.
Josè, ascoltando quella registrazione, rivive i momenti in cui aveva conosciuto Pedro, un infantile ragazzo di 27 anni che, al loro primo incontro, gli aveva rivelato la sua ossessione per filmare tutto ciò che lo circonda, con lo scopo ultimo di coglierne l'intima essenza per poter arrivare ad un vero e proprio stato di estasi. Al secondo incontro, avvenuto tempo dopo, José, stavolta accompagnato da Ana, aveva avuto un rapporto omosessuale con Pedro, in seguito all'uso di droghe; alla fine della giornata, Pedro gli aveva infine annunciato di andarsene di casa per poter filmare nuovi soggetti più stimolanti.

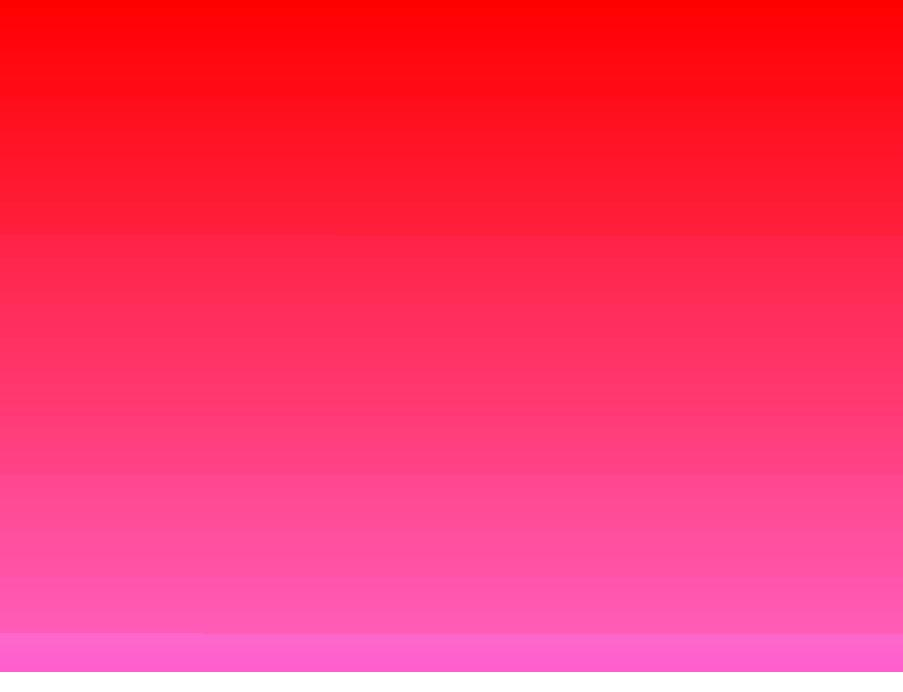
L'enigmatico frame rosso che appare sulle pellicole di Pedro

Ascoltando il nastro, unito alla visione della pellicola, Josè ed Ana, risvegliatasi dopo lo stato d'incoscienza, divengono partecipi degli ultimi mesi della vita di Pedro, installatosi in un appartamento di Madrid e intento a fare riprese e montarle avidamente, servendosi di una telecamera d'avanguardia in grado di filmare da sola. Ma l'entusiasmo iniziale poco a poco diminuisce fino ad estinguersi del tutto, con Pedro ormai viziato dalle continue visite di conoscenti ed amanti che lo portano ad allontanarsi dal suo obiettivo, quello di raggiungere l'estasi tramite le sue riprese. Demoralizzato da questo periodo, arido di momenti interessanti da poter filmare, Pedro cade in preda alla depressione e finisce con l'addormentarsi, sperando di non svegliarsi più; ma è a questo punto che accade qualcosa di strano, un evento che cambia totalmente la sua vita: risvegliatosi dal sonno, Pedro si accorge che la telecamera lo stava riprendendo, non si sa da quanto tempo; portata a sviluppare la pellicola, nota che in essa appaiono, inspiegabilmente, alcuni frame rossi, come se la telecamera si rifiutasse di voler riprendere qualcosa. Stupito e al tempo stesso affascinato da questa scoperta, Pedro recupera l'interesse per il suo cinema e decide di continuare a farsi filmare dalla telecamera durante il sonno, convinto di doversi spingere oltre il confine dell'abisso in cui crede di essersi venuto a trovare; procedendo con le riprese, Pedro si accorge che i frame rossi, all'inizio sporadici e solitari, cominciano a diffondersi, occupando sempre più spazio sulla pellicola. La sua salute va via via peggiorando con il passare del tempo e delle riprese, come se la telecamera stesse assorbendo tutte le sue energie fisiche e mentali. Ormai debilitato ma determinato a capire la natura di quei frame rossi, Pedro chiede aiuto a Gloria, una sua amica, affinché osservi l'operato della telecamera durante il suo sonno e gli racconti ciò che viene ripreso; ma l'incauto tentativo di Gloria di spostare la cinepresa, influenzandone e rovinandone il lavoro, manda a monte l'idea di Pedro. Decide così di convocare Marta, sua cugina e artefice dell'incontro tra lui e José; ma stavolta, accade l'inverosimile: durante il sonno di Pedro, la telecamera, ricordandosi di ciò che aveva combinato Gloria e considerando Marta un elemento di disturbo, la fa letteralmente scomparire. Montato il video e resosi conto di ciò che era successo, Pedro invia a Josè il materiale, annunciandogli alla fine del nastro che, nel caso le sue previsioni venissero confermate, sarebbe dovuto recarsi a casa sua per poter guardare la parte finale.
Josè resta sconvolto dalla visione della pellicola, soprattutto per la fine che ha fatto Marta. Ma l'interesse per sapere come finisce la storia è tale da spingerlo a recarsi a casa di Pedro. Entrato nell'appartamento grazie alla chiave che gli aveva mandato, Josè trova la telecamera ancora in funzione, ma di Pedro non vi è alcuna traccia. Presa la pellicola dalla cinepresa, José la porta a sviluppare. I tre giorni necessari affinché venga sviluppata, José li trascorre in casa di Pedro, in stato quasi catatonico, con il giorno e la notte che scorrono senza sosta. Alla fine del terzo giorno di attesa, Josè recupera la pellicola e decide di visionarla a casa di Pedro; ma il filmato è composto esclusivamente da frame rossi che si susseguono per tutta la durata della bobina, eccetto per un singolo frame che ritrae un primo piano di Pedro. Il film si è letteralmente impossessato di Pedro che, spintosi troppo oltre il confine dell'abisso, è finito per divenire parte del film. Lo stupore di Josè lascia immediatamente spazio al terrore: la pellicola si anima improvvisamente, con frame ritraenti Pedro che, in sequenza, invitano il suo amico ad addormentarsi e lasciarsi riprendere dalla telecamera, come aveva fatto lui stesso. Josè, quasi ipnotizzato, si sdraia sul letto e, impaurito a morte, si benda. I click della cinepresa si trasformano in colpi di mitragliatrice e Josè, come Pedro, viene assimilato dal film.

## Produzione
La versione originale del film aveva una durata di circa 3 ore, ma il regista accettò di tagliare 30 minuti di pellicola, per ragioni di distribuzione; tuttavia la produzione tagliò altri 40 minuti di film, il tutto all'insaputa di Zulueta. Arrebato venne distribuito in Spagna in poche copie a partire dal 9 giugno 1980 ma si rivelò un fiasco al botteghino e venne ritirato dopo pochi giorni di programmazione.
I video girati da Pedro sono in realtà opera dello stesso Zulueta, che ha anche riutilizzato parti di alcuni cortometraggi che aveva girato in passato. Le immagini relative all'India erano state invece girate dal regista Jaime Chávarri, grande amico di Zulueta, in occasione di un suo viaggio.

## Influenza culturale
Registi come Pedro Almodóvar (amico di Ivan Zulueta) e Álex de la Iglesia hanno ammesso di essere stati influenzati nei loro lavori dalla visione di Arrebato; il film è stato anche accostato ai successivi Videodrome di David Cronenberg e The Addiction - Vampiri a New York di Abel Ferrara. Il regista David Fincher ha omaggiato il film con alcune scene di Fight Club: i frame subliminali in cui appare, per una frazione di secondo, Tyler Durden e quello finale del pene in erezione sono rimandi al film di Zulueta.

## Curiosità
- Il regista Pedro Almodóvar si è ritagliato un particolare cameo nel film; presta infatti, non accreditato, la voce in falsetto al personaggio di Gloria.
- Gli attori Eusebio Poncela, Cecilia Roth, Will More e Marta Fernández Muro hanno tutti recitato, dopo Arrebato, in alcune pellicole di Almodovar; specialmente Poncela e la Roth hanno acquisito un gran successo per le loro interpretazioni in questi film.